# Machares
Machares (gr.: Μαχάρης, Machárēs) (zm. 66 p.n.e.) – król Bosporu z dynastii Mitrydatydów pod zwierzchnością pontyjską w latach 81-70 p.n.e., uzurpator Bosporu od 70 p.n.e. do swej śmierci. Syn Mitrdatesa I (VI) Eupatora Dionizosa, króla Pontu i Bosporu.
W r. 81 p.n.e. Machares został mianowany królem Bosporu przez ojca Mitrydatesa I (VI) Eupatora Dionizosa, króla Pontu i Bosporu. W r. 73 p.n.e. ojciec, po porażce w wojnie z Rzymianami w Kyzikos, ubiegał się u Macharesa o pomoc, która była wtedy dostarczona bez zakłóceń; ale dwa lata później ponowne klęski Mitrydatesa wystawiły na próbę lojalność syna względem ojca. W r. 70 p.n.e. Machares bowiem wysłał posłów do rzymskiego wodza Lukullusa. Ci, dając podarek w postaci wieńca ze złota, poprosili o przyznanie im warunków przymierza z Rzymem. Te poselstwo było chętnie przyjęte przez Lukullusa; jako dowód jego szczerości, Machares dostarczył rzymskiemu wodzowi wsparcie militarne w jego oblężeniu Synopy.
W r. 66 p.n.e. Mitrydates, po porażce z wodzem rzymskim Pompejuszem Wielkim pod Nikopolis, postanowił pomaszerować ze swą armią do Kolchidy, a stąd potem pieszo do Majotis i na Krym, by odzyskać Bospor oraz rozpocząć energiczne przygotowania do dalszej wojny. Machares obawiał się spotkania z ojcem z powodu swego odstępstwa na rzecz Rzymian. Gdy dowiedział się, że szybkim marszem przebył długą drogę przez dzikie ludy i tzw. Zapory Scytyjskie, przez które żadna osoba nie przeszła, postanowił wysłać posłów. Usprawiedliwiał się, że tylko z konieczności zawarł porozumienie z Rzymianami. Dowiadując się o jego wielkim gniewie, uciekł do Chersonezu nad Pontem, by nie wpaść w ręce ojca. Mitrydates wysłał za nim okręty, celem pochwycenia go. Machares widząc beznadziejność sytuacji, popełnił samobójstwo. Mitrydates jego przyjaciół, których mu dał przy wyjeździe do Bosporu, kazał stracić, a tych, których syn sobie dobrał, postanowił puścić wolno. Historyk rzymski Kasjusz Dion, był przeciwnego zdania w sprawie jego śmierci, bowiem podał, że Mitrydates zgładził syna z pomocą jego ludzi, którym obiecał bezkarność oraz pieniądze.